# Kollerborg
Kollerborg är en fornborg i Stora Mellösa socken i Örebro kommun. Borgen är 45 x 22 meter stor och belägen på ett bergskrön 45 meter över havet med utsikt över Hjälmaren. Den begränsas i öster av ett brant stup (som enligt lokal tradition ska ha varit en ättestupa) och i övrigt av en 53 meter lång, 2–4 meter bred och 1–2 meter hög stenvall. 
Örebro läns museum utförde en arkeologisk undersökning inom fornborgen 1992 och då framkom rester av bland annat kol och sotbemängd jord, vilket tyder på att borgen brunnit.